# Jerome Steinert
Jerome Steinert (ur. 6 listopada 1883 w Hicksville, zm. 6 października 1966 w Jamaica w Queens) – amerykański kolarz szosowy, olimpijczyk.
Uczestniczył w rywalizacji na V Igrzyskach olimpijskich rozgrywanych w Sztokholmie w 1912 roku. Startował tam w dwóch konkurencjach kolarskich. W jeździe indywidualnej na czas przejechał trasę w czasie 12:08:32,30 i zajął 56. miejsce. Były to jedyne igrzyska, na jakich startował.